# 13 (Blur)
13 è il sesto album discografico in studio del gruppo musicale inglese dei Blur, pubblicato nel 1999.

## Il disco
Il disco, pubblicato da Food Records/Parlophone (gruppo EMI), è stato registrato tra il giugno e l'ottobre 1998 presso il Sýrland Studio di Reykjavík (Islanda) e presso tre diversi studi (Mayfair Studios, Sarm West e Studio 13) di Londra (Inghilterra).
In questo album, riguardo allo stile musicale, si nota un allontanamento dal classico britpop, peraltro già effettuato con il precedente Blur, per addentrarsi in un territorio più vicino al rock alternativo, con pezzi più cerebrali ed introspettivi, soprattutto sotto il suggello di Graham Coxon. Il suono infatti si mostra più ruvido e l'atmosfera che pervade l'album è malinconica e a tratti struggente. Brani come Swamp Song, 1992, Battle e No Distance Left to Run sono molto intimi e cupi. Molto particolari i brani Bugman e B.L.U.R.E.M.I., che denotano un alternative rock molto più grezzo e marcato, caratterizzato dall'uso abbondante di distorsioni alla chitarra.
In generale, l'album presenta molte innovazioni, prima fra tutte l'utilizzo più frequente di sintetizzatori ed effetti elettronici, sicuramente incentivati dall'ingresso di William Orbit come produttore del gruppo, al posto di Stephen Street. Soltanto i singoli Tender, Coffee & TV e No Distance Left to Run si differenziano di netto dal resto delle canzoni contenute nell'album.
L'album è ispirato parzialmente dalla rottura del legame tra il cantante Damon Albarn e la cantante delle Elastica Justine Frischmann.
La copertina è un dettaglio di un dipinto a olio realizzato da Graham Coxon e intitolato Apprentice.
Nel 2004 13 è stato riproposto insieme all'album Think Tank in un box set ad edizione limitata.

## Produzione
La maggior parte dei brani dell'album contiene delle tracce fantasma. Tra questi possiamo ricordare Bugman, Coffee & TV, B.L.U.R.E.M.I., Battle e Caramel. Coffee & TV è scritta e cantata da Graham Coxon, e il suo testo rimanda ai tentativi del chitarrista di smettere di bere alcolici, durante la sua carriera nei Blur.
Il brano Trailerpark fu originariamente scritto per la colonna sonora del famoso cartone South Park, ma in seguito fu scartata.

## Tracce
1. Tender – 7:40
2. Bugman – 4:47
3. Coffee & TV – 5:58
4. Swamp Song – 4:36
5. 1992 – 5:29
6. B.L.U.R.E.M.I. – 2:52
7. Battle – 7:43
8. Mellow Song – 3:56
9. Trailerpark – 4:26
10. Caramel – 7:38
11. Trimm Trabb – 5:37
12. No Distance Left to Run – 3:27
13. Optigan 1 – 2:34

## Formazione
Gruppo
- Damon Albarn - voce, tastiere, sintetizzatori, pianoforte, melodica, chitarra acustica, seconda voce in Coffee and TV
- Graham Coxon - chitarra elettrica, chitarra acustica, banjo, sassofono, voce in Coffee and TV e seconda voce in Tender
- Alex James - basso, contrabbasso in Tender
- Dave Rowntree - batteria, percussioni

Collaboratori
- London Community Gospel Choir - cori in Tender
- Jason Cox - batteria addizionale in Battle

## Classifiche
| Classifica (1999) | Posizione massima |
| ----------------- | ----------------- |
| Australia         | 12                |
| Austria           | 12                |
| Belgio (Fiandre)  | 22                |
| Belgio (Vallonia) | 29                |
| Canada            | 11                |
| Europa            | 1                 |
| Finlandia         | 17                |
| Francia           | 12                |
| Germania          | 6                 |
| Giappone          | 13                |
| Irlanda           | 1                 |
| Italia            | 9                 |
| Norvegia          | 1                 |
| Nuova Zelanda     | 2                 |
| Paesi Bassi       | 60                |
| Regno Unito       | 1                 |
| Spagna            | 10                |
| Stati Uniti       | 80                |
| Svezia            | 4                 |
| Svizzera          | 12                |